# The Born This Way Ball Tour
The Born This Way Ball là chuyến lưu diễn vòng quanh thế giới thứ ba của nữ ca sĩ-nhạc sĩ Lady Gaga. Cô thực hiện chuyến lưu diễn này là để quảng bá cho album phòng thu thứ hai của mình, Born This Way (2011). Chuyến lưu diễn bắt đầu từ ngày 27 tháng 4 năm 2012 và được dự tính sẽ kết thúc vào ngày 20 tháng 3 năm 2013.

## Các buổi diễn
| Ngày                | Thành phố    | Quốc gia    | Địa điểm                           |
| ------------------- | ------------ | ----------- | ---------------------------------- |
| Châu Á              |              |             |                                    |
| 27 tháng 4 năm 2012 | Seoul        | Hàn Quốc    | Sân vận động Olympic               |
| 2 tháng 5 năm 2012  | Chek Lap Kok | Hồng Kông   | AsiaWorld–Arena                    |
| 3 tháng 5 năm 2012  | Chek Lap Kok | Hồng Kông   | AsiaWorld–Arena                    |
| 5 tháng 5 năm 2012  | Chek Lap Kok | Hồng Kông   | AsiaWorld–Arena                    |
| 7 tháng 5 năm 2012  | Chek Lap Kok | Hồng Kông   | AsiaWorld–Arena                    |
| 10 tháng 5 năm 2012 | Saitama      | Nhật Bản    | Saitam Super Arena                 |
| 12 tháng 5 năm 2012 | Saitama      | Nhật Bản    | Saitam Super Arena                 |
| 13 tháng 5 năm 2012 | Saitama      | Nhật Bản    | Saitam Super Arena                 |
| 17 tháng 5 năm 2012 | Đài Bắc      | Đài Loan    | TWTC Nangang Exhibition Hall       |
| 18 tháng 5 năm 2012 | Đài Bắc      | Đài Loan    | TWTC Nangang Exhibition Hall       |
| 21 tháng 5 năm 2012 | Pasay        | Philippines | Mall of Asia Arena                 |
| 25 tháng 5 năm 2012 | Bangkok      | Thái Lan    | Sân vận động Quốc gia Rajamangala  |
| 28 tháng 5 năm 2012 | Kallang      | Singapore   | Sân vận động trong nhà Singapore   |
| 29 tháng 5 năm 2012 | Kallang      | Singapore   | Sân vận động trong nhà Singapore   |
| 31 tháng 5 năm 2012 | Kallang      | Singapore   | Sân vận động trong nhà Singapore   |
| 3 tháng 6 năm 2012  | Jakarta      | Indonesia   | Sân vận động Gelora Bung Karno     |
| Châu Đại Dương      |              |             |                                    |
| 7 tháng 6 năm 2012  | Auckland     | New Zealand | Vector Arena                       |
| 8 tháng 6 năm 2012  | Auckland     | New Zealand | Vector Arena                       |
| 10 tháng 6 năm 2012 | Auckland     | New Zealand | Vector Arena                       |
| 13 tháng 6 năm 2012 | Brisbane     | Australia   | Brisbane Entertainment Centre      |
| 14 tháng 6 năm 2012 | Brisbane     | Australia   | Brisbane Entertainment Centre      |
| 16 tháng 6 năm 2012 | Brisbane     | Australia   | Brisbane Entertainment Centre      |
| 20 tháng 6 năm 2012 | Sydney       | Australia   | Allphones Arena                    |
| 21 tháng 6 năm 2012 | Sydney       | Australia   | Allphones Arena                    |
| 23 tháng 6 năm 2012 | Sydney       | Australia   | Allphones Arena                    |
| 24 tháng 6 năm 2012 | Sydney       | Australia   | Allphones Arena                    |
| 27 tháng 6 năm 2012 | Melbourne    | Australia   | Rod Laver Arena                    |
| 28 tháng 6 năm 2012 | Melbourne    | Australia   | Rod Laver Arena                    |
| 30 tháng 6 năm 2012 | Melbourne    | Australia   | Rod Laver Arena                    |
| 1 tháng 7 năm 2012  | Melbourne    | Australia   | Rod Laver Arena                    |
| 3 tháng 7 năm 2012  | Melbourne    | Australia   | Rod Laver Arena                    |
| 7 tháng 7 năm 2012  | Perth        | Australia   | Burswood Dome                      |
| 8 tháng 7 năm 2012  | Perth        | Australia   | Burswood Dome                      |
| Châu Âu             |              |             |                                    |
| 14 tháng 8 năm 2012 | Sofia        | Bulgaria    | Sân vận động Quốc gia Vasil Levski |
| 16 tháng 8 năm 2012 | Bucharest    | România     | Arena Națională                    |
| 18 tháng 8 năm 2012 | Viên         | Áo          | Wiener Stadthalle                  |
| 21 tháng 8 năm 2012 | Vilnius      | Litva       | Vingis Park                        |
| 23 tháng 8 năm 2012 | Riga         | Latvia      | Grand Stage at Mežaparks           |
| 25 tháng 8 năm 2012 | Tallinn      | Estonia     | Tallinn Song Festival Grounds      |
| 27 tháng 8 năm 2012 | Helsinki     | Phần Lan    | Hartwall Areena                    |
| 30 tháng 8 năm 2012 | Stockholm    | Thụy Điển   | Ericsson Globe                     |
| 2 tháng 9 năm 2012  | Copenhagen   | Đan Mạch    | Sân vận động Parken                |
| 4 tháng 9 năm 2012  | Köln         | Đức         | Lanxess Arena                      |
| 8 tháng 9 năm 2012  | Luân Đôn     | Anh         | Sân vận động Twickenham            |
| 11 tháng 9 năm 2012 | Manchester   | Anh         | Manchester Arena                   |
| 15 tháng 9 năm 2012 | Dublin       | Ireland     | Sân vận động Aviva                 |
| 17 tháng 9 năm 2012 | Amsterdam    | Hà Lan      | Ziggo Dome                         |
| 22 tháng 9 năm 2012 | Paris        | Pháp        | Stade de France                    |
| 24 tháng 9 năm 2012 | Hanover      | Germany     | TUI Arena                          |
| 26 tháng 9 năm 2012 | Zurich       | Thụy Sĩ     | Hallenstadion                      |
| 29 tháng 9 năm 2012 | Antwerp      | Bỉ          | Sportpaleis                        |
| 2 tháng 10 năm 2012 | Milan        | Ý           | Mediolanum Forum                   |
| 4 tháng 10 năm 2012 | Nice         | Pháp        | Sân vận động Charles-Ehrmann       |
| 6 tháng 10 năm 2012 | Barcelona    | Tây Ban Nha | Palau Sant Jordi                   |
| 'North América      |              |             |                                    |
| 26 thang, 2012      | México       | Mexico City | Foro Sol                           |
| 27 thang, 2012      | México       | Mexico City | Foro Sol                           |
| 30 thang, 2012      | México       | Guadalajara | Estade 3 Marzo                     |